# Liste de poètes de langue grecque
Cette page énumère les poètes ayant écrit en grec moderne à partir de 1821 :
- Aris Alexandrou (1922 - 1978)
- Manolis Anagnostakis (en) (1925 - 2005)
- Constantin Cavafy (1863 - 1933)
- Nicolas Calas (1907 - 1988)
- Kiki Dimoula (1931-2020)
- Odysséas Elýtis (1911 - 1996)
- Andreas Embirikos (1901-1975)
- Sotiris Kakisis (en) (1954- )
- Kóstas Karyotákis (1890-1928)
- Níkos Kazantzákis (1883-1957)
- Georges Leonardos (1937-)
- Dimitri Kitsikis (1935- )
- Tassos Livaditis (el) (1922-1988)
- Dimitris Lyacos (1966-)
- Lilika Nakou (el) (1904-1989)
- Kostís Palamás (1853-1943)
- Alexandros Panagoulis (1939-1976)
- Alexandre Papadiamandis (1851-1911)
- Yánnis Rítsos (1909-1990)
- Miltos Sachtouris (en) (1919 - 2005)
- Georges Séféris (1900-1971)
- Danái Stratigopoúlou (1913-2009)
- Ángelos Sikelianós (1884-1951)
- Ágis Théros (1875-1961)
- Alcibiade Yannopoulos (1896-1981)
- Periklís Yannópoulos (1869-1910)
- Georges Vizyinos (1849 - 1896)
- Ólga Vótsi (1922-1998)